# 397 Vienna
Vienna (asteroide 397) é um asteroide da cintura principal com um diâmetro de 43,34 quilómetros, a 1,98518442 UA. Possui uma excentricidade de 0,2465269 e um período orbital de 1 562,04 dias (4,28 anos).
Vienna tem uma velocidade orbital média de 18,34958267 km/s e uma inclinação de 12,83554263º.
Este asteroide foi descoberto em 19 de Dezembro de 1894 por Auguste Charlois.